# Анрі Азбрук
Анрі Азбрук (фр. Henri Hazebrouck, 11 жовтня 1877 — 1 грудня 1948) — французький академічний веслувальник.
Олімпійський чемпіон 1900 року в складі розпашної четвірки зі стерновим.